# شهرستان منبه
ناحیهٔ منبه (به عربی: مدیریة منبة) یک ناحیه در یمن است که در استان صعده واقع شده‌است.
ناحیهٔ منبه ۵۱٬۸۲۳ نفر جمعیت دارد.